# Фотознебарвлення
Фотознебарвлення — фотохімічний процес руйнування флюорофора. У флюоресцентній мікроскопії, фотознебарвлення часто ускладнює спостереження флюоресцентних молекул, тому що вони через деякий час знищуються під дією світла, необхідного для збудження флюоресценції. Це особливо проблематично у відеомікроскопії.
Проте, фотообезбарвлення може використовуватися для дослідження руху або дифузії молекул, наприклад за допомогою методів відновлення флюоресценції після фотознебарвлення (FRAP) або втрати флюоресценції при фотознебарвленні (FLIP).